# مردم عرب
عَرَب قومی سامی‌تبار است. بیشتر عرب‌ها در شبه‌جزیرهٔ عربی، شام و شمال آفریقا زندگی می‌کنند. اقوام سامی‌تبار شامل مردمان آفرو-آسیایی بوده که با اقوام بربر-حبشی-چادی-کوشی (بومیان سومالی و سودان) هم تبار هستند.
دربارهٔ تاریخ پیدایش قوم عرب اجماع‌نظری میان پژوهشگران وجود ندارد؛ گروهی عرب‌ها را بومیان اصلی شبه‌جزیره می‌یابند، گروهی معتقدند آنان به عنوان طبقه‌ای نظامی در مرزهای امپراتوری آشور شکل گرفته‌اند، عده‌ای قرن اول، چهارم یا ششم میلادی در مرزهای امپراتوری بیزانس را زمان پیدایش اعراب می‌دانند؛ و نهایتاً در نظریات اخیر گفته می‌شود «قوم عرب» پدیده‌ای محصول میانه‌های دورهٔ خلافت امویان است که با عرب‌سازی خاطرهٔ مردمان متنوع عربستان باستان به دورهٔ قبل از اسلام تعمیم یافته‌است.

## پیرامون واژه
مراد از عرب اکنون ساکنان شبه جزیرهٔ عربستان، بیشتر مردم عراق و سوریه، جنوب ترکیه، اهالی عرب ایران، اهالی عرب فلسطین، لبنان و اردن، سرزمین‌های شمالی قارهٔ آفریقا یعنی کشورهای مصر، لیبی، تونس، الجزایر، مراکش، صحرا، موریتانی، و بخش‌هایی از سرزمین‌های جنوبی‌تر آن است. پیش از اسلام قبایل عرب در عربستان سکونت داشتند و مردم عراق و سرزمین شام و دیگر کشورهای کنونی عربی، ملت‌های آشوری و کلدانی و قبطی بودند که اصالت آنان سامی بوده با اعراب هم ریشه بودند. واژه عرب برابر بوده‌است با بدو یا بادیه و آب خستِ عرب بنام عربة نامیده می‌شد.
در ادبیات پارسی معاصر و سده‌های پسین واژهٔ اَعراب را به عنوان جمع عرب به کار می‌برند. اما واژهٔ اعراب که جمع اَعرابیّ است در عربی اسم جنس است و معنی «عرب‌های بادیه‌نشین» می‌دهد که در متون پارسی کلاسیک نیز در همین معنی به کار رفته‌است.

## هویت عربی

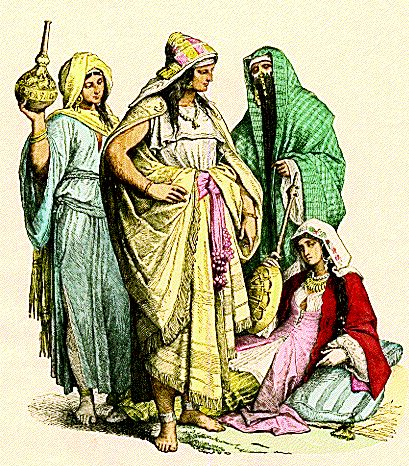
لباس زنان عرب، سدهٔ چهارم تا ششم میلادی.

عربستان را مسکن دیرینه اقوام سامی نژاد می‌دانند که از سه هزار سال پیش از میلاد قبایل سامی در این وادی زندگی می‌کردند که کنعانیان و نبطیان نیز جزو این اقوام به حساب می‌آیند. با توجه به اختلاف نظر فراوان در نسب عرب به‌طور دقیق و متقن نمی‌توان از شخصی به عنوان جد اعلای عرب یاد کرد، به خصوص که از نسب و پیشینه عرب بائده اطلاع درستی در دست نیست. اولین بار نام عرب در نیمه قرن نهم قبل میلاد در کنار آشور به کار برده شده‌است؛ ولی در دوران معاصر هویت عرب به‌طور مستقل از هویت مذهبی تعریف می‌شود. با این حال، اکثر عرب‌ها مسلمان هستند و اقلیت آن‌ها به ادیان دیگر مانند یهودیت، مسیحیت، دروزی و بهایی پایبند هستند. به‌طور معمول فردی که یکی از والدین او عرب باشد یا به زبان عربی تکلم کنند را عرب می‌گویند در حالی که ممکن است ریشه‌های تباری مختلف یا حتی غیرعرب، بربر، قبطی، نبطی و غیره داشته باشد. با این وجود برخی اعراب مهاجر که به قاره آمریکا و اروپا طی قرون متمادی مهاجرت کردند تنها به عنوان افرادی با ریشه‌های عربی نام برده می‌شود در حالی که فرهنگ و زبان عربی را حفظ نکردند که می‌توان به میشل تامر ۳۷مین رئیس‌جمهور برزیل با تبار لبنانی اشاره کرد.
در کشور مصر و به اسناد تبار بر اساس ژنتیک فقط ۱۷ درصد دارای اصالت عرب هستند. بر اساس بررسی‌های ژنتیک ۶۸ درصد مردم مصر از تبار بومیان آفریقای شمالی، ۱۷ درصد تبار عرب، ۴ درصد یهودی تبار، ۳ درصد تبار آفریقای شرقی، ۳ درصد تباری از آسیای کوچک (شامل تمام اقوام بومی باستان قبل از ترک‌ها به‌ویژه یونانی‌ها) و ۳ درصد از تبار جنوب اروپا و دو درصد از سایر تبارهای اقلیت هستند.

## دسته‌بندی‌ها
از آن جا که ریشه نژادی و امتیازات قومی در نسب عرب نزد جامعه شناسان انعکاسی به سزا دارد، عرب را به دو دسته تقسیم کرده‌اند: اعراب بائده  و اعراب باقیه. منظور از عرب باقیه قحطانیان و عدنانیان می‌باشند که در عصر حاضر هنوز مردمی در یمن و حجاز از این دو نژاد یافت می‌شوند.
اعراب باقیه خود به دو دسته تقسیم می‌شوند:
1. اعراب عاربه (یعنی اعراب خالص و اصیل) یا قحطانیان: ساکنان منطقه جنوبی شبه جزیره عربستان خود را از نژاد یعرب بن قحطان فرزند پنجم نوح نبی و عرب خالص می‌دانند به همین جهت به قحطانیان شهرت یافتند.
2. اعراب مستعربه (یعنی اعراب ناخالص و پیوسته با دیگران) یا عدنانیان: ساکنان منطقه شمالی و مرکز شبه جزیره عربستان خود را از نژاد عدنان نواده اسماعیل نبی می‌دانند به همین جهت به عدنانیان شهرت یافتند.

قَحْطانیان یا عرب قَحْطانی، یکی از نسب‌های دور اعراب در کنار عدنانیان است. به آنان عرب عاربه و اصیل نیز گفته می‌شود. نیای بزرگ آنها قحطان بن عابر از فرزندان نوح است؛ چنان‌که برخی وی را از نسل ابراهیم یا هود یا خود هود دانسته‌اند. قحطان به همراه قوم خود، از منطقه بابِل یا شمال شبه‌جزیره، به منطقه یمن رفت. قبائل قحطانی در این منطقه حکومت‌هایی را همچون مَعین، قَتبان، حِمیریان و سَبائیان تشکیل دادند و تمدن‌های یمن و فعالیت‌های عمرانی قبل از اسلام، مربوط به قحطانیان بوده‌است. برخی از قبائل قحطانی پس از انحطاط دولت‌های جنوب و ویرانی سد مأرب از یمن مهاجرت کرده و در مناطق مختلف شبه جزیره عرب منتشر شدند از جمله قبیله خُزاعه به منطقه مکه و اوس و خزرج به یثرب، مهاجرت کردند. از نظر پیشینه تاریخی نخست در قسمت جنوبی به علت آب و هوای مساعد تراکم جمعیت بیشتر بود و شهرنشینی رخ داد و مناطق حاصل خیز یمن در تاریخ شهرت دارد ولی در قسمت شمالی شبه جزیره عربستان به علت خشکی و غیرقابل سکونت بودن کوچ نشینی رواج داشت. شکستن سد مأرب و متروک شدن راه بین‌المللی بخور به علت توجه دریانوردان به اقیانوس هند سبب موج مهاجرت‌های گسترده در این مناطق شد.
در یک دسته‌بندی دیگر اعراب را به سه دسته اعراب بائده، اعراب عاربه و اعراب مستعربه تقسیم می‌کنند. در مورد جد اعلای اعراب، ابن حزم جمیع عرب را به سه نفر منتسب می‌داند و هر کدام از طوایف عرب را به نام آن اشخاص معرفی می‌کند که عبارتند از: عدنان، قحطان، قضاعه. عدنان از نسل اسماعیل، و قحطان از نسل سام بن نوح بودند. در نسب نامه اغلب قبایل اعراب بائده نام ارم بن سام دیده می‌شود و بدین جهت احتمال آن می‌رود که قصه‌هایی که در مورد این بخش از اعراب در کتب نقل شده مربوط به طوایف آرامی یا نبطی باشد. ابن اثیر مورخ بزرگ اسلامی می‌نویسد از نوح سه فرزند باقی ماند که به نام‌های حام، سام و یافث بودند و سپس از قول وهب بن منبه نقل می‌کند که سام بن نوح پدر اعراب و ایرانیان و رومیان بود. از اعراب بائده، ده یا دوازده قبیله را به اسم و نسب و محل سکونتشان نام می‌برند و سرگذشت‌هایی از آنان نقل می‌کنند برخی از آنها به واسطه سرکشی و نافرمانی به بلای آسمانی هلاک شدند مثل قوم عاد و ثمود، برخی هم در جنگ با قبایل دیگر از میان رفتند. برخی هم به حوادث طبیعی روزگار، منقرض شدند و در هر حال همه از بین رفتند و اگر کسی هم باقی ماند با سایر قبایل مخلوط شدند؛ ولی همان‌طور که گفته شد و در نسب نامه اغلب این قبایل بائده به چشم می‌خورد این است که نسب و ریشه همه این‌ها به ارم بن سام بن نوح می‌رسد و شاید به همین خاطر است که عربستان را مسکن دیرینه اقوام سامی و شاید هم مهد اصلی این نژاد می‌دانند که از سه هزار سال از میلاد قبایل سامی در این وادی زندگی می‌کردند که کنعانیان و نبطیان نیز جزو این اقوام به حساب می‌آیند. با توجه به اختلاف نظر فراوان در نسب عرب به‌طور دقیق و متقن نمی‌توان از شخصی به عنوان جد اعلای عرب یاد کرد، به خصوص که از نسب و پیشینه عرب بائده اطلاع درستی در دست نیست.
از دسته‌بندی‌های معروف دیگر اعراب نجد و اعراب حجاز است. اعراب نجد اینان که در شرق شبه جزیره به صورت قبائل مختلف می‌زیستند، روزگار خود را حتی در یک قرن پیش با چادرنشینی و جنگ و گریزها می گذرانیدند. از نیم قرن به این طرف خاندان سعودی در این منطقه حکومت خود را تشکیل داده و امروز پایتخت آنها «ریاض» در منطقه نجد واقع است. یکی از کارهای زشتی که این خاندان نمودند این است که سرزمین مقدس حجاز را به جای این که عربستان بنامند، به نام جد خود «سعود»، عربستان سعودی نامیدند و آن سرزمین مقدس را که تعلق به عموم مسلمانان جهان دارد به عنوان ملک شخصی خود درآورده اند. اعراب حجاز یا عرب اصیل شبه جزیره که قرن‌ها به واسطه وجود خانه خدا در میان آن‌ها، محترم‌ترین مردم به‌شمار می‌رفتند، در قسمت شمال و غرب جزیره به سر می‌بردند. شهرهای حجاز هنگام ظهور اسلام مکه و مدینه و طائف بود. در کنار دریای سرخ و سی و دو فرسخی شهر مدینه هم «ینبع» قرار داشت، که خود بندری بوده‌است، و رابط میان حجاز و آفریقا به‌شمار می‌رفت. قریش نجیب‌ترین مردم حجاز بودند که در شهر مکه سکونت داشتند. نجابت و احترامی که قریش در میان سایر قبایل مختلف عرب کسب کرده بودند، به خاطر «کعبه» خانه خدا و یادگار ابراهیم و اسماعیل بود که قریش خود از اولاد اسماعیل به‌شمار می‌رفتند. به‌طوری که عموم قبایل عرب در یمن و حجاز و نجد و دیگر نقاط کعبه و شهر مکه را محترم شمرده و آن مکان مقدس را رمز اعتبار خود می‌دانستند. مردم قریش طی سفرهای بازرگانی خود در شام و فلسطین با نصارا و در حیره (عراق) با ایرانیان و در یمن با یهودیان حمیری آشنا شدند، و از مجموع این برخوردها به میزان زیادی از طرز تفکر و آداب و رسوم آنها آگاهی یافتند، بدون اینکه راه و روش و آداب و رسوم خود را از دست بدهند، یا تحت تأثیر آنها قرار گیرند. کار قریش در مکه و طائف تجارت، و اعراب بادیه شترچرانی و جنگ و گریز و قتل و غارت بود. قرآن مجید از این دو وضع قریش و اعراب بادیه در موارد مختلف سخن گفته و اوضاع و احوال و طرز زندگی و روحیات و صفات آنها را بازگو می‌کند.

## بدوی و حضری
تفاوت بین بدو و حضر:از دسته‌بندی‌های دیگر می‌توان به دو دسته (بدوی‌ها) و (حضری‌ها) نیز اشاره کرد.
بدوی‌ها:که اعراب نیز نامیده می‌شوند و مفرد آن نیز به صورت اعرابی به کار برده می‌شود (معنی بدوی امروزه برای نشان دادن ابتدایی بودن هم به کار می‌رود) به افرادی گفته می‌شود که در صحرا و بادیه زندگی می‌کنند که اصولاً در نجد و عمان و امارات عربی و اردن ساکن اند.
حضری‌ها:که عُرُب نیز نامیده می‌شوند و مفرد آن نیز به صورت عَرَب به کار برده می‌شود، به افرادی گفته می‌شود که به صورت شهرنشین زندگی می‌کنند و دارای تمدن شهری (به عربی:حضارة) هستند و اصولاً در حجاز و شام و حضرموت و یمن ساکن هستند.
خصوصیت‌های بدوی:صاحب مادیات زیادی نیستند. بدوی در چادرهایی که از پشم بز بافته شده زندگی می‌کند. خرید و فروش ساز موسیقی و تجارت منبع اصلی بدو بودند. بدو لباس‌های نازک و رنگ روشن می‌پوشد تا حرارت بیابان و صحرا را تحمل کند. بدو اصولاً در مناطقی از شبه جزیره عربستان و آفریقا زندگی می‌کند که دسترسی به مواد غذایی و آب آسان باشد.

## واکاوی واژهٔ تازی
فرزانه بهرام پسر فرزانه فرهاد تاز، نام یکی از پسران سیامک بوده و تازیان از نسل اویند و از برخی تاریخدانان نیز چنین برمی‌آید که تاز پسرزادهٔ سیامک پسر میشی پسر کیومرث بوده و پدر همهٔ عرب است و نسب همهٔ عرب به تاز می‌رسد
چنان‌که نسب همهٔ ایرانیان به هوشنگ شاه می‌رسد. (آنندراج) (انجمن آرا)... و در سراج‌اللغات نوشته که تازی به معنی عربی و این منسوب به تاز است چون واژه تاز به معنی تازنده نیز آمده و در آغاز اسلام عربان تاخت و تاراج بسیار در ایران کرده‌اند، برای همین نسبت به تاز کرده. (غیاث اللغات). برخی گمانه زده‌اند که تازی به معنی چادرنشین است، از واژهٔ تاژ و تاز بمعنی چادر و خیمه و یاء نسبت، و همیشه آن را مقابل دهقان آرند. پس دهقان به معنی روستانشین و تازی به معنی چادرنشین است، گروه‌های چادرنشین که ییلاق و قشلاق کنند، مقابل دهقان که ساکن و تخته قاپو باشد؛ بنابراین حدس واژهٔ مورد بحث بار نخست به معنی یکسره چادرنشین بوده‌است و سپس به معنی خاص تری فقط بر عرب گفته شده‌است. مردم چین عرب را تاش نامند و این تاش برگرفته از واژهٔ فارسی تاژی یا تازی است که به معنی چادرنشین است و این نشان می‌دهد که مردم چین در آغاز عرب را به توسط ایرانیان دریانورد و بازرگانان ایران شناخته‌اند.

## زبان
مردم عرب به زبان عربی سخن می‌گویند، در کشورهای شمال آفریقا بخش‌هایی چون الجزایر و لیبی اقلیت‌هایی به فرانسوی نیز سخن می‌گویند.
عرب تباران بسیاری در کشورهای اروپایی از جمله در کشور فرانسه زندگی می‌کنند که ریشه بسیاری از آن‌ها به سرزمین‌های شمال آفریقا بازمی‌گردد. یکی از نامدارترین این افراد زین الدین زیدان بازیکن پیشین تیم ملی فرانسه‌است.
این زبان از خانوادهٔ زبان‌های سامی است.

## تاریخ عرب

### تمدن نبطیانقبل از اسلام

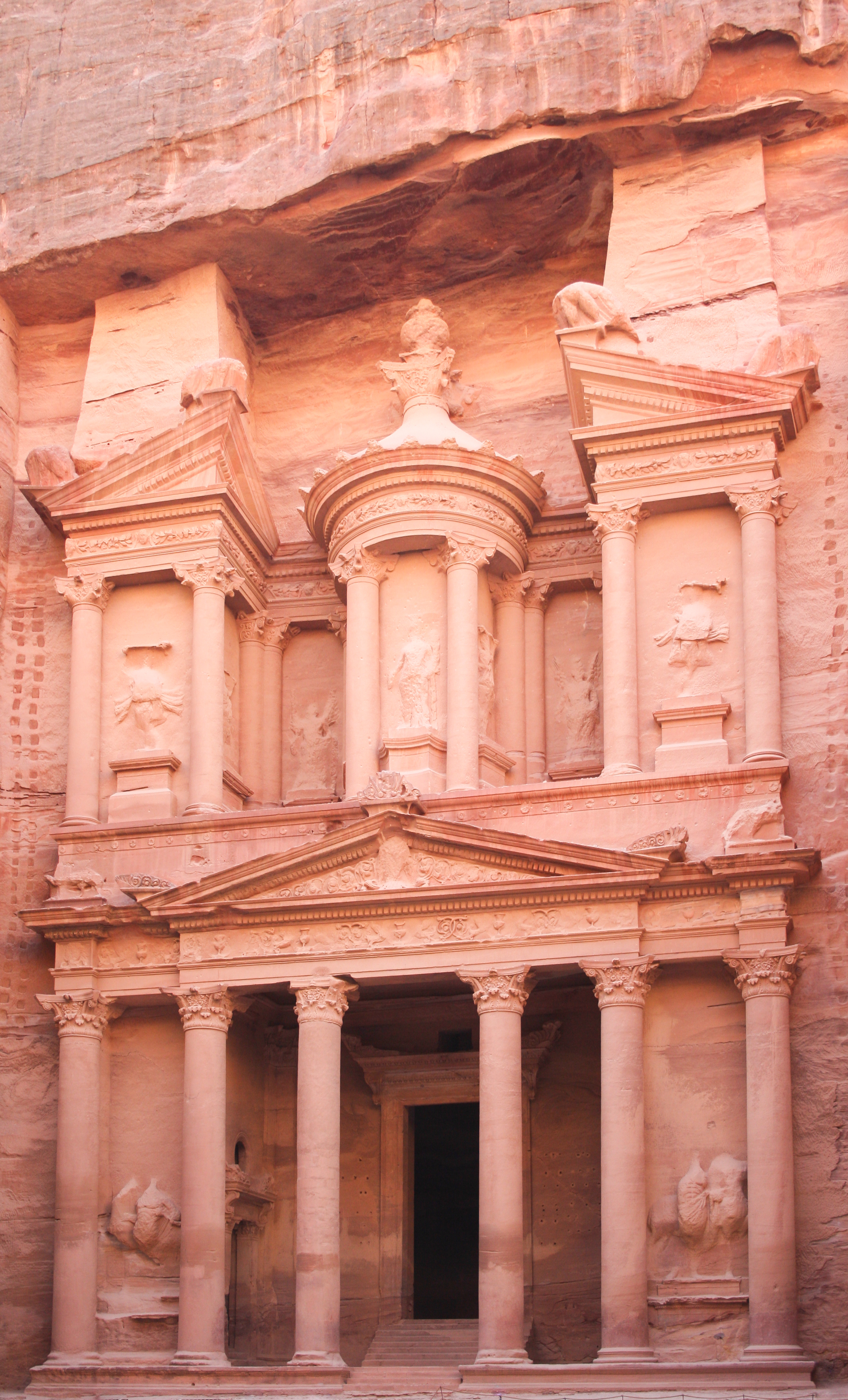
الخزانه،در پترا،پایتخت عربهای نبطی(قرن ۴ قبل از میلاد) جزو عجایب هفتگانه جدید جهان

تمدن عربهای نبطی باستان که در اردن، جنوب کنعان و شمال شبه‌جزیره عربستان را شامل می‌شد در سده ۶ (پیش از میلاد) شکل گرفت میراث آن‌ها در شهر پترا و در میان ماسه‌سنگهای کوه‌های اردن بر جای مانده که نشان‌دهنده مهارت آن‌ها در مدیریت منابع آب و مدیریت یک سامانه پیچیده از سد، آبراهه، و مخازن است که به گسترش آن‌ها در منطقه خشک کویری کمک کرد.

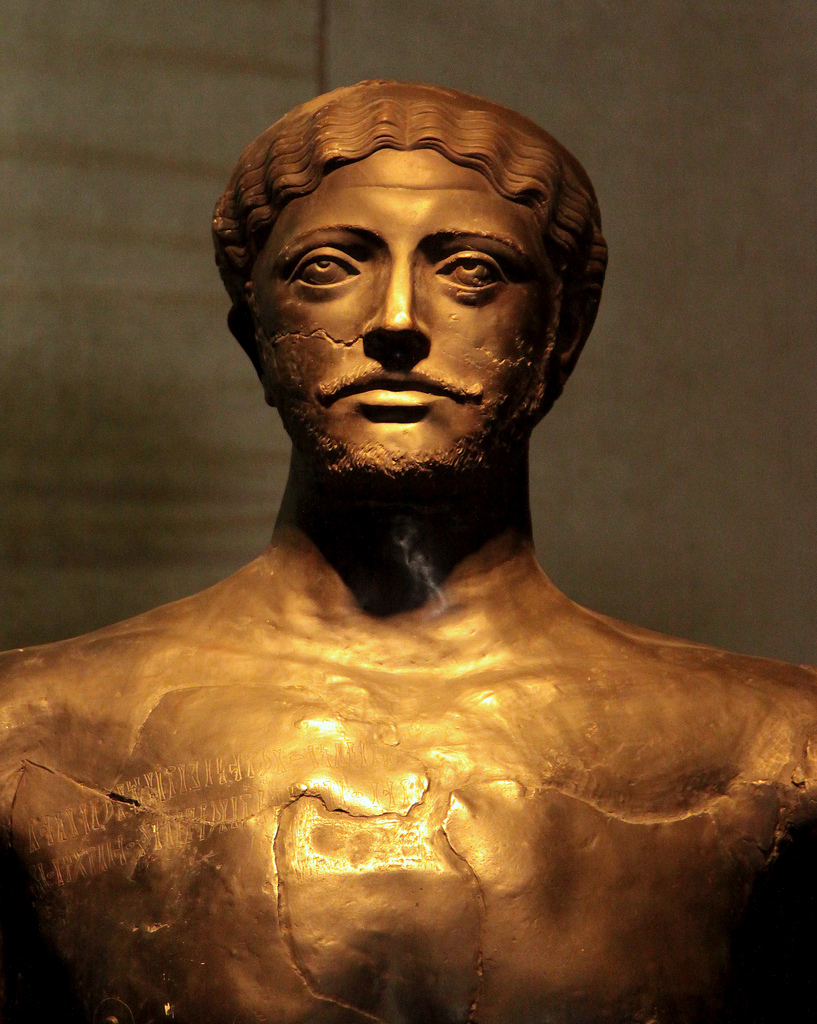
مجسمه برونزی متعلق به ذمار علی، از پادشاهان دودمان حمیری، متعلق به قرن ۴ میلادی

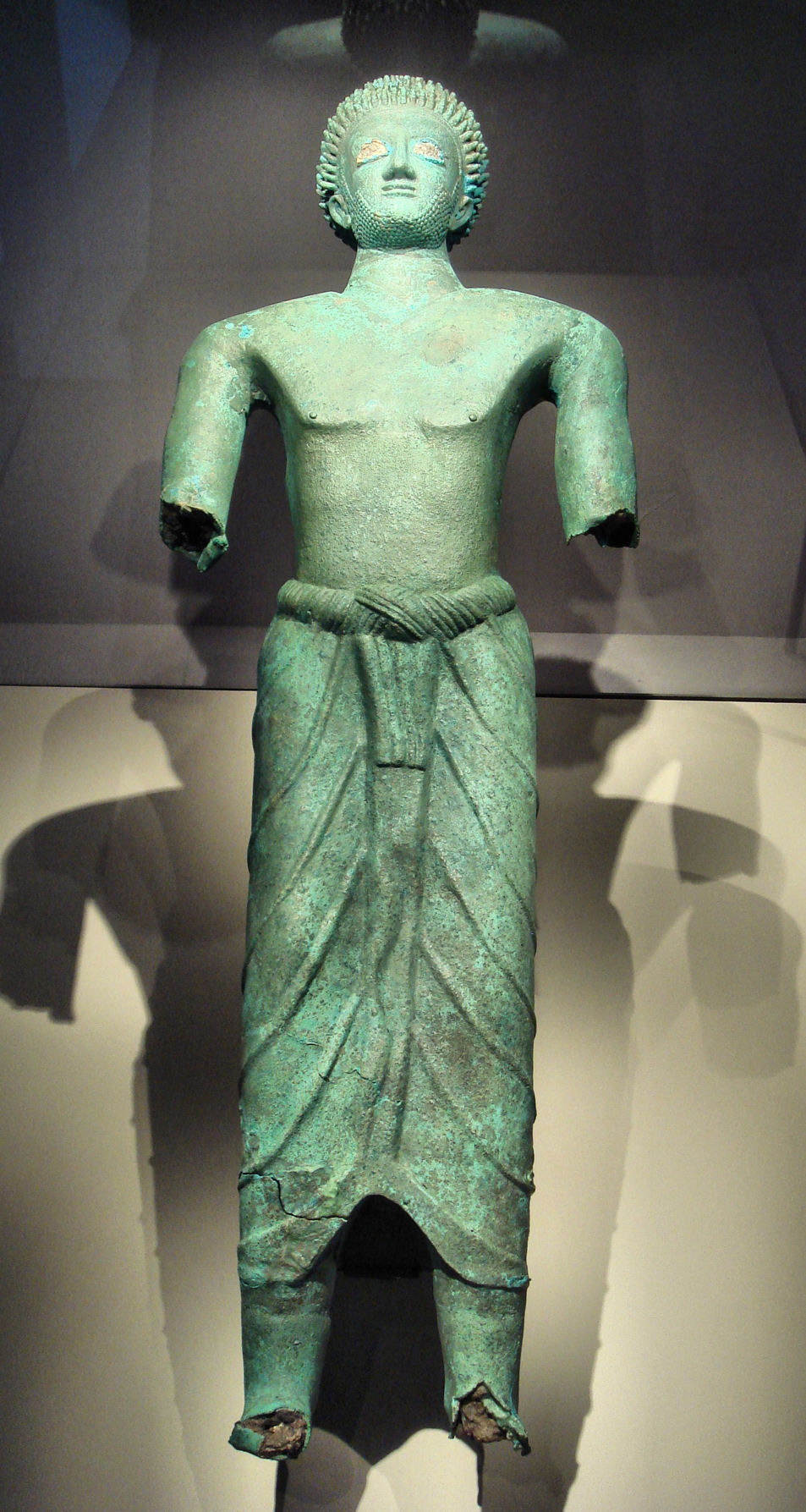
مجسمهٔ برونزی متعلق به یکی از پادشاهان عرب سباء

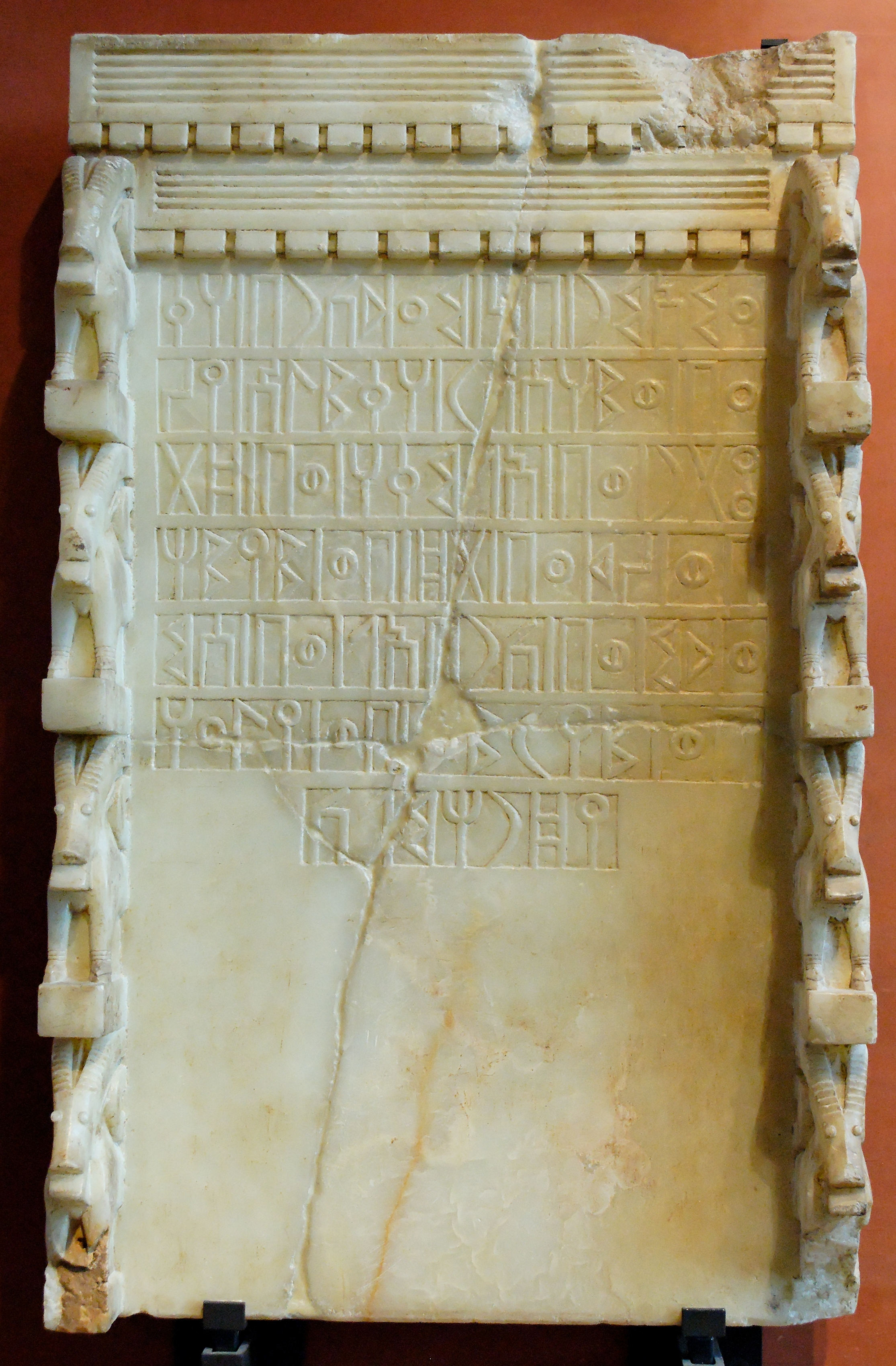
کتیبه‌ای به خط المسند، الفبای باستانی پادشاهی عربی سباء(سال ۸۰۰پیش از میلاد)

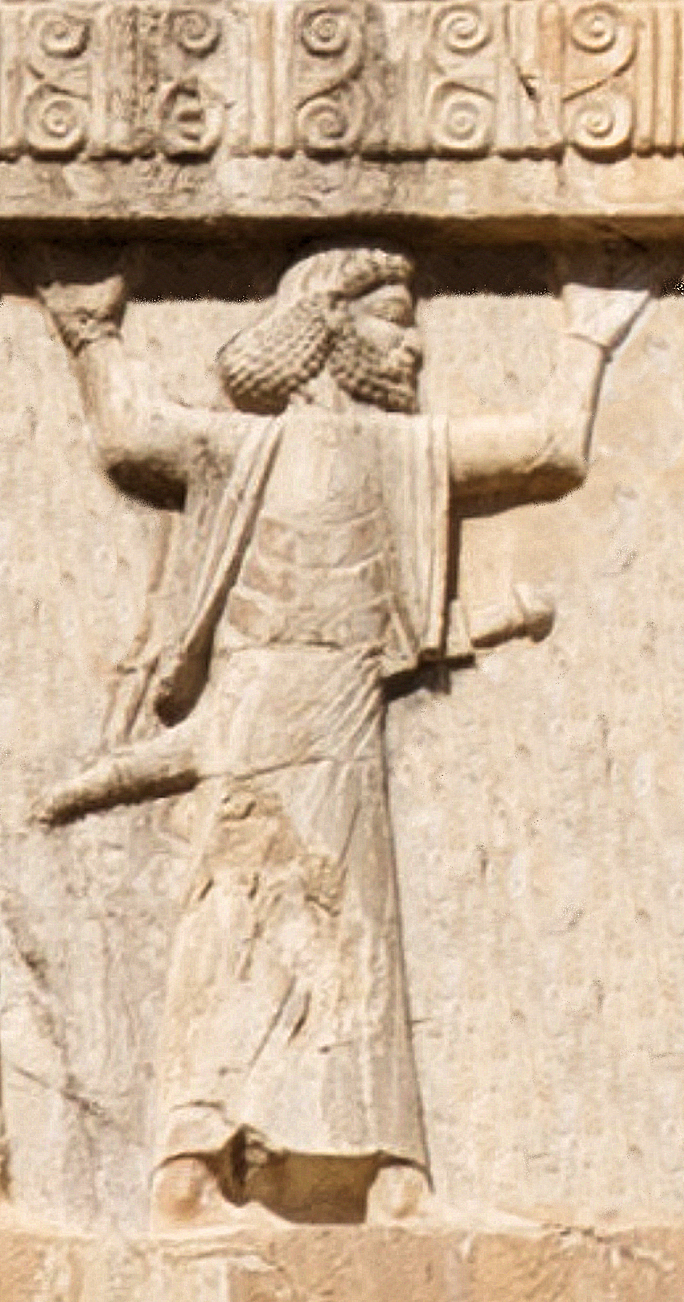
یک سرباز عرب (به پارسی باستان: 𐎠𐎼𐎲𐎠𐎹) ارتش هخامنشی, ۴۸۰ BCE. آرامگاه خشایارشا.

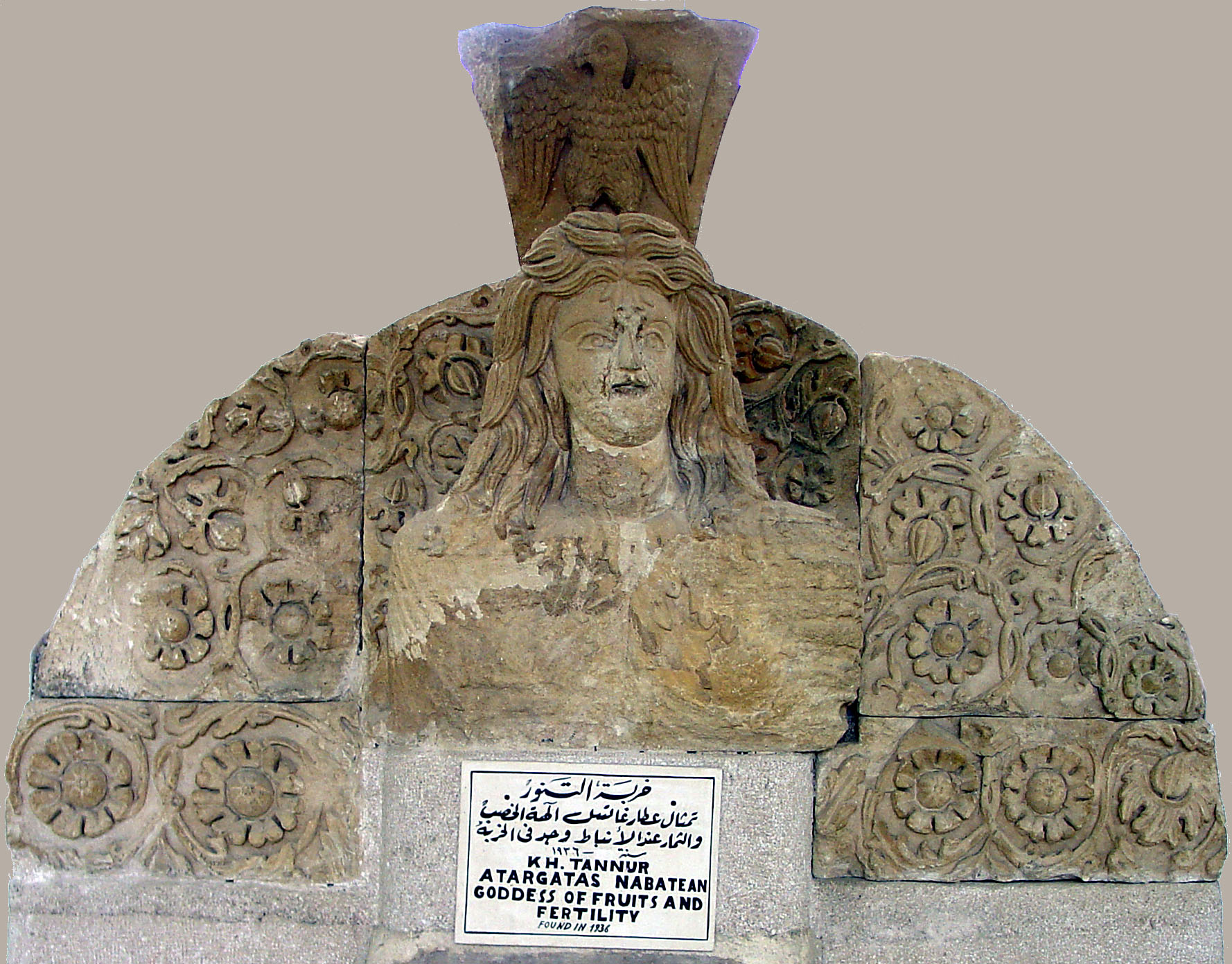
تصویر یک الهه باروری نبطی

تاریخ اعراب تاریخی پر از تحولات دینی، سیاسی و فراز و فرودهای اجتماعی است.
مهم‌ترین و نامدارترین دولت‌ها و پادشاهی‌های عربی دولت و مملکت «سبا» بود که در جنوب دولت معین و شمال دولت قتبان و شمال غربی حضرموت واقع بود، و کم‌کم اسم و شهرت آن بردیگر کشورهای نزدیک غلبه نمود. آغاز تشکیل این دولت به گمان قوی از سده هشتم یا آغاز سده نهم پیش از میلاد مسیح است. از این زمان تا براندازی دولت خودکفای یمن در دست حبشی‌ها در ۵۲۵ مسیحی (میلادی) تاریخ پادشاهی «سبأ» به چهار دوره تقسیم می‌شود که در واقع دو دوره نخست آن دولت سبأ به معنی ویژه بوده و در دو دوره بعد اگر چه اسم دولت «عنوان سبأ» داشت، اما بیشتر نفوذ و حکومت در دست اقوام دیگر یمنی بود. حدس قوی می‌رود که این چهار دوره با چهار رخداد توأم است؛ یعنی پایان نخستین و آغاز دومی با براندازی کامل (یا از دست رفتن موقع مهم) دولت معین و ابتدای سومی با از میان رفتن دولت قتبان و بالا گرفتن نفوذ ریدان و حِمیرها و ابتدای چهارمی با استیلای اولی حبشه و انقراض دولت حضرموت مقارن است.
دوره نخست پادشاهی کهنه که به اسم «مکارب» یعنی (سبأ) نامیده می‌شود؛ از ابتدای امر دولت سبأ تا حدود قرن ششم قبل از میلاد مسیح (یا اواسط قرن هشتم) فرمانروای مملکت سبأ بودند. اسامی چند تن از این پادشاهان سبأ از کتیبه‌ها به دست آمده که روی همرفته پنج اسم می‌شود (یعنی اسامی مکرر می‌شود) و با احتمال قوی ۱۴ نفر از آن‌ها یک سلسله را تشکیل می‌دهند که پشت بر پشت در مملکت سبأ حکمرانی کرده‌اند. چند نفر از آن‌ها اسم مشابه مانند: یثعمر یا یثمر دارند.
نام عرب به صورت نوشتاری برای نخستین بار در سنگ‌نوشته‌ای آشوری به تاریخ ۸۵۳ پیش از میلاد آمده‌است. در آن سنگ‌نوشته شلمانسر سوم
(Shalmaneser III) در ضمن نام بردن از مردمانی که از او در نبرد کرکر شکست خوردند از شاهی به نام گیندیبو از ماتو اربای (سرزمین عرب) نام می‌برد. همچنین در سنگنبشته‌های دوره هخامنشی در ایران از مردمان سرزمین Arabaya به عنوان یکی از ملت‌های پیرو شاهنشاهی هخامنشی نام برده شده‌است. عربها گهگاه به مرزهای ایران نیز حملاتی می‌کردند. یکی از بزرگ‌ترین این حملات در زمان شاپور دوم انجام گرفت که شاپور به سختی آنان را سرکوب کرد. چنین گفته‌اند که او شانه‌های عرب‌ها را سوراخ کرد و از میان آن ریسمانی را گذراند؛ از این رو بدو لقب شانه سنب (ذوالاکتاف) دادند؛ ولی بزرگ‌ترین این حملات پس از پیدایی اسلام روی داد که سرانجام به سرنگونی پادشاهی ساسانیان منجر شد.
عرب‌ها پس از ظهور اسلام و در دوران امویان به اروپا تاختند؛ مناطق اسپانیا، پرتغال، آندورا، جنوب فرانسه را به تسلط خود درآوردند، بر دریای مدیترانه تسلط یافتند و این روند در دوره عباسیان نیز ادامه داشت. آن‌ها مجموعاً هفتصد سال در نواحی جنوب غربی اروپا حکومتهایی زیر نظر خلفای مرکزی را اداره می‌کردند. در این دوران بود که کتاب‌های علمی، تاریخی، فلسفی بسیاری از زبان‌های لاتین به عربی ترجمه شد.
مردم عرب در سدهٔ هفتم میلادی و پیش از آن، از همسایگان خود تأثیر پذیرفته‌اند و با آنان روابط داشتند. تمدن ایران و روم و آیین‌های زرتشتی، عیسوی و کلیمی در زندگی مادی و معنوی آنان تأثیر داشته و تجارت با ایران و روم باعث می‌شد که بازرگانان عرب که بیشتر از بزرگان قریش بودند بیش از دیگران با فرهنگ همسایگان متمدن خود آشنا باشند؛ چنان‌که بسیاری از کلمه‌های فارسی، رومی، مصری و حبشی توسط همین بازرگانان وارد زبان عربی شد.

## آداب و رسوم قبل و بعد از اسلام

### قبل از اسلام
مردم عرب پیش از اسلام از دید اجتماعی، به دو دسته تقسیم می‌شدند: عرب بَدوی و در برابر آن، عرب حَضَر. بدوی به معنای چادرنشین است و عرب حضر، شهرنشین.

### بعد از اسلام
برای مسلمانان عرب، مثل از دیگر مسلمانان، روز عید فطر از اهمیت و جایگاه بسیار بالاتری در فرهنگ عمومی آنان برخوردار است و گرامیداشت این روز با هنجارها، رفتارها، و آداب و رسوم بسیاری همراه است.

## عرب در کتاب‌های تاریخی مذهبی
عرب در قرآن به صورت مفرد و جمع ذکر شده‌است.
بر اساس کتاب پنجاهه‌ها، فرزندان اسماعیل (فرزند ارشد ابراهیم) با ۶ فرزند دیگر او از قطوره به هم آمیختند و اسماعیلیان و عرب را پدیدآوردند.

## یادداشت
1. ↑  The Brazilian and Lebanese governments claim 7 million Lebanese, with 4 million Syrians. A 2008 study done by IGBE covering the states of Amazonas, Paraíba, São Paolo, Rio Grande de Sol, Mato Grosso, and Disitro Federal showed that 0.9% or 2 million white Brazilians claimed any Middle Eastern ancestry[۹]